# オロリン
オロリン (Orrorin) は、ケニアに生息していた化石人類の属である。1種オロリン・トゥゲネンシス
O. tugenensis のみが属す。学名は、ケニアのトゥゲンヒルズ (Tugen Hills) で化石を発見した研究者らによってつけられた。
ヒト亜科に属し、ヒトの系統がチンパンジーと分岐して以降の祖先の可能性がある属・種としては、サヘラントロプスに次ぎ2番目に古い。

## 年代
放射年代測定によって、化石が発見された地層の火山性凝灰岩は610万から580万年前の中新世のものであることが分かった。これは、二足歩行をしていた証拠の残る最も古い化石のひとつである。

## 特徴
現在までに、この種の化石は少なくとも5体発掘されている。その中には直立していたことを示唆する大腿骨の化石や、木には登れたが腕渡りはできなかったことを示唆する薄い右手の上腕骨の化石、現代の人類とほぼ同じものを食べていたことを示唆する歯の化石も含まれている。オロリン・トゥゲネンシスの化石が大腿骨の臀部側に外閉鎖筋溝を持っていたという事実は、この種が二足歩行をしていたことを示している。臼歯が大きく犬歯が小さかったということは、この種が果物や野菜を好んで食べ、肉類も時々食べていたことを示している。オロリン・トゥゲネンシスはチンパンジー程度の大きさであった。

## 系統仮説
マーティン・ピックフォード (Martin Pickford) のチームが2000年に再びオロリン・トゥゲネンシスの化石を発見した。ピックフォードはオロリン属はヒト亜科であると主張し、これに基づいてヒト科と他のアフリカの類人猿が分化したのは少なくとも700万年前であるとした。この値は、分子時計による計算の結果とはかなり異なる。
もしオロリン属が現代の人類の直接の祖先であると証明されれば、アウストラロピテクス・アファレンシスなどのアウストラロピテクス属はヒト科の樹形図の傍流であるということになる。オロリン属はアウストラロピテクス属よりも150万年も古いが、より現代の人類に近いのである。
化石の発見された場所から考えると、人類の進化の従来の仮説とは異なり、オロリン属は森林に住んでいたとみられる。